# Лайон (округ, Канзас)
Шаблон:StateAbbr_ 38°27′ пн. ш. 96°09′ зх. д. / 38.45° пн. ш. 96.15° зх. д.
Округ Лайон (англ. Lyon County) — округ (графство) у штаті Канзас, США. Ідентифікатор округу 20111.

## Історія
Округ утворений 1862 року.

## Демографія
За даними перепису 2000 року загальне населення округу становило 35935 осіб, зокрема міського населення було 26876, а сільського — 9059.
Серед мешканців округу чоловіків було 17732, а жінок — 18203. В окрузі було 13691 домогосподарство, 8642 родин, які мешкали в 14757 будинках.
Середній розмір родини становив 3,12.
Віковий розподіл населення поданий у таблиці:
| Стать    | До 15 років | 15-21 | 22-29 | 30-39 | 40-49 | 50-65 | 65-85 | Понад 85 |
| -------- | ----------- | ----- | ----- | ----- | ----- | ----- | ----- | -------- |
| Чоловіки | 3873        | 2562  | 2401  | 2435  | 2538  | 2294  | 1428  | 201      |
| Жінки    | 3698        | 2767  | 2250  | 2250  | 2426  | 2258  | 2022  | 532      |

## Суміжні округи
- Вабонсі — північ
- Осейдж — північний схід
- Коффі — південний схід
- Грінвуд — південь
- Чейс — захід
- Морріс — північний захід

## Виноски
1. ↑  U.S. Decennial Census. United States Census Bureau. Архів оригіналу за 4 квітня 2018. Процитовано 26 липня 2014.
2. ↑  Historical Census Browser. University of Virginia Library. Архів оригіналу за 11 серпня 2012. Процитовано 26 липня 2014.
3. ↑  Population of Counties by Decennial Census: 1900 to 1990. United States Census Bureau. Архів оригіналу за 5 червня 2019. Процитовано 26 липня 2014.
4. ↑  Census 2000 PHC-T-4. Ranking Tables for Counties: 1990 and 2000 (PDF). United States Census Bureau. Архів оригіналу (PDF) за 18 грудня 2014. Процитовано 26 липня 2014.
5. ↑  State & County QuickFacts. United States Census Bureau. Архів оригіналу за 6 серпня 2011. Процитовано 26 липня 2014.(англ.) Наведено за англійською вікіпедією.
6. ↑  American FactFinder. Бюро перепису населення США. Архів оригіналу за 20 березня 2010. Процитовано 31 січня 2008.

| США | Це незавершена стаття з географії США. Ви можете допомогти проєкту, виправивши або дописавши її. |